# Tony Award/Regional Theatre Tony Award
Der Regional Theatre Tony Award (deutsch: regionaler Theater Tony Award) ist ein US-amerikanischer Theater- und Musicalpreis, der erstmals 1948 verliehen wurde.

## Geschichte und Hintergrund
Die Tony Awards werden seit 1947 jährlich in zahlreichen Kategorien von circa 700 Juroren vergeben, die sich aus der Unterhaltungsbranche und Presse der Vereinigten Staaten rekrutieren. Eine dieser Kategorien ist der Regional Theatre Tony Award, der erstmals 1948 vergeben wurde. Es handelt sich um einen nicht-kompetitiven Tony Award, der jedes Jahr an regionale Theater-Gesellschaften in den Vereinigten Staaten vergeben wird. Die Auszeichnung ging erstmals an Robert Porterfield vom Barter Theatre in Abingdon für ihren Beitrag zur Entwicklung des Theaters in der Region. Nach der Erstvergabe 1948 wurde der mit 25.000 US-Dollar dotierte Preis erst wieder ab 1976 verliehen.

## Gewinner

### 1948
| Jahr | Theater        | Stadt    | Bundesstaat | Anmerkungen |
| ---- | -------------- | -------- | ----------- | ----------- |
| 1948 | Barter Theatre | Abingdon | Virginia    | —           |

### 1976–1979
| Jahr | Theater                       | Stadt            | Bundesstaat      | Anmerkungen |
| ---- | ----------------------------- | ---------------- | ---------------- | --- |
| 1976 | Arena Stage                   | Washington, D.C. | Washington, D.C. | „Mit dieser Auszeichnung wird das ausgewogene Programm des Theaters gewürdigt, das sowohl hervorragende Wiederaufnahmen als auch ein breites Spektrum an neuen Werken und amerikanischen Erstaufführungen wichtiger ausländischer Stücke umfasst.“ |
| 1977 | Mark Taper Forum              | Los Angeles      | California       | — |
| 1978 | Long Wharf Theatre            | New Haven        | Connecticut      | — |
| 1979 | American Conservatory Theater | San Francisco    | California       | — |

### 1980–1989
| Jahr | Theater                      | Stadt         | Bundesstaat   | Anmerkungen |
| ---- | ---------------------------- | ------------- | ------------- | ----------- |
| 1980 | Actors Theatre of Louisville | Louisville    | Kentucky      | —           |
| 1981 | Trinity Repertory Company    | Providence    | Rhode Island  | —           |
| 1982 | Guthrie Theater              | Minneapolis   | Minnesota     | —           |
| 1983 | Oregon Shakespeare Festival  | Ashland       | Oregon        | —           |
| 1984 | Old Globe Theatre            | San Diego     | California    | —           |
| 1985 | Steppenwolf Theatre Company  | Chicago       | Illinois      | —           |
| 1986 | American Repertory Theater   | Cambridge     | Massachusetts | —           |
| 1987 | San Francisco Mime Troupe    | San Francisco | California    | —           |
| 1988 | South Coast Repertory        | Costa Mesa    | California    | —           |
| 1989 | Hartford Stage               | Hartford      | Connecticut   | —           |

### 1990–1999
| Jahr | Theater                       | Stadt         | Bundesstaat | Anmerkungen |
| ---- | ----------------------------- | ------------- | ----------- | ----------- |
| 1990 | Seattle Repertory Theatre     | Seattle       | Washington  | —           |
| 1991 | Yale Repertory Theatre        | New Haven     | Connecticut | —           |
| 1992 | Goodman Theatre               | Chicago       | Illinois    | —           |
| 1993 | La Jolla Playhouse            | San Diego     | California  | —           |
| 1994 | McCarter Theatre              | Princeton     | New Jersey  | —           |
| 1995 | Goodspeed Opera House         | East Haddam   | Connecticut | —           |
| 1996 | Alley Theatre                 | Houston       | Texas       | —           |
| 1997 | Berkeley Repertory Theatre    | Berkeley      | California  | —           |
| 1998 | Denver Center Theatre Company | Denver        | Colorado    | —           |
| 1999 | Crossroads Theatre            | New Brunswick | New Jersey  | —           |

### 2000–2009
| Jahr | Theater                          | Stadt            | Bundesstaat   | Anmerkungen |
| ---- | -------------------------------- | ---------------- | ------------- | ----------- |
| 2000 | Utah Shakespearean Festival      | Cedar City       | Utah          | —           |
| 2001 | Victory Gardens Theater          | Chicago          | Illinois      | —           |
| 2002 | Williamstown Theatre Festival    | Williamstown     | Massachusetts | —           |
| 2003 | Children’s Theatre Company       | Minneapolis      | Minnesota     | —           |
| 2004 | Cincinnati Playhouse in the Park | Cincinnati       | Ohio          | —           |
| 2005 | Theatre de la Jeune Lune         | Minneapolis      | Minnesota     | —           |
| 2006 | Intiman Playhouse                | Seattle          | Washington    | —           |
| 2007 | Alliance Theatre                 | Atlanta          | Georgia       | —           |
| 2008 | Chicago Shakespeare Theater      | Chicago          | Illinois      | —           |
| 2009 | Signature Theatre                | Arlington County | Virginia      | —           |

### 2010–2019
| Jahr | Theater                           | Stadt         | Bundesstaat   | Anmerkungen                                                         |
| ---- | --------------------------------- | ------------- | ------------- | ------------------------------------------------------------------- |
| 2010 | Eugene O’Neill Theatre Center     | Waterford     | Connecticut   | —                                                                   |
| 2011 | Lookingglass Theatre Company      | Chicago       | Illinois      | —                                                                   |
| 2012 | Shakespeare Theatre Company       | Washington    | D.C.          | —                                                                   |
| 2013 | Huntington Theatre Company        | Boston        | Massachusetts | —                                                                   |
| 2014 | Signature Theatre Company         | New York City | New York      | Erste Theatergesellschaft in Manhattan, die den Preis erhalten hat. |
| 2015 | Cleveland Play House              | Cleveland     | Ohio          | —                                                                   |
| 2016 | Paper Mill Playhouse              | Millburn      | New Jersey    | [ 3 ]                                                               |
| 2017 | Dallas Theater Center             | Dallas        | Texas         | [ 4 ]                                                               |
| 2018 | La MaMa Experimental Theatre Club | New York City | New York      | —                                                                   |
| 2019 | TheatreWorks Silicon Valley       | Palo Alto     | California    | [ 5 ]                                                               |

### 2020–2021
| Jahr      | Theater            | Stadt        | Bundesstaat  | Anmerkungen |
| --------- | ------------------ | ------------ | ------------ | ----------- |
| 2020/2021 | Nicht vergeben     |              |              | —           |
| 2022      | Court Theatre      | Chicago      | Illinois     |             |
| 2023      | Pasadena Playhouse | Pasadena     | Kalifornien  |             |
| 2024      | Wilma Theater      | Philadelphia | Pennsylvania |             |